# 2e soirée des prix Jutra
La 2e soirée des prix Jutra, récompensant les films québécois sortis en 1999, a lieu le 5 mars 2000 et est diffusée sur les ondes de TVA en direct du Monument-National à Montréal.

## Déroulement
Le gala est co-animé par Yves Jacques et Élise Guilbault.

## Palmarès
Les lauréats sont indiqués ci-dessous en premier de chaque catégorie et en gras.

### Meilleur film
- Post mortem
  - Le Dernier Souffle
  - Emporte-moi
  - Souvenirs intimes

### Meilleure réalisation
- Louis Bélanger pour Post mortem
  - François Bouvier pour Histoires d'hiver
  - Jean-Philippe Duval pour Matroni et moi
  - Léa Pool pour Emporte-moi

### Meilleur acteur
- Gabriel Arcand pour Post mortem
  - Sébastien Huberdeau pour L'Île de sable
  - Pierre Lebeau pour Matroni et moi
  - Luc Picard pour Le Dernier Souffle

### Meilleure actrice
- Karine Vanasse pour Emporte-moi
  - Ginette Reno pour Laura Cadieux... la suite
  - Pierrette Robitaille pour Laura Cadieux... la suite
  - Guylaine Tremblay pour Matroni et moi

### Meilleur acteur de soutien
- Julien Poulin pour Le Dernier Souffle
  - Jean Pierre Bergeron pour Le Grand Serpent du monde
  - Gary Boudreault pour Matroni et moi
  - Yves Jacques pour Souvenirs intimes

### Meilleure actrice de soutien
- Pascale Bussières pour Emporte-moi
  - Maude Guérin pour Matroni et moi
  - Louise Portal pour Le Grand Serpent du monde
  - Linda Singer (en) pour Le Dernier Souffle

### Meilleur scénario
- Louis Bélanger pour Post mortem
  - François Bouvier et Marc Robitaille pour Histoires d'hiver
  - Jean-Philippe Duval et Alexis Martin pour Matroni et moi
  - Léa Pool pour Emporte-moi

### Meilleure direction artistique
- Serge Bureau et Michèle Hamel pour Emporte-moi
  - Claude Paré et Renée April pour Grey Owl
  - Raymond Dupuis et Suzanne Harel pour Laura Cadieux... la suite
  - Michel Marsolais et Hélène Schneider pour Pin-Pon, le film

### Meilleure direction de la photographie
- Pierre Gill pour Souvenirs intimes
  - Éric Cayla pour Babel
  - Guy Dufaux pour Nguol thùa (en)
  - André Turpin pour Matroni et moi

### Meilleur montage
- Lorraine Dufour pour Post mortem
  - Michel Arcand pour Emporte-moi
  - André Corriveau pour Histoires d'hiver
  - José Heppell pour Pin-Pon, le film

### Meilleur son
- Louis Hone, Normand Mercier, Claude Beaugrand et Hans Peter Strobl pour Histoires d'hiver
  - Bobby O'Malley, Dominique Delguste et Réjean Juteau pour Four Days (en)
  - Michel Charron, Jo Caron, Bruno Ruffolo, Louis Dupire, Michel Descombes et Gavin Fernandes pour Le Dernier Souffle
  - Serge Beauchemin, Louis Dupire, Hans Peter Strobl et Jo Caron pour Souvenirs intimes

### Meilleure musique originale
- Benoît Jutras pour Alegría
  - Guy Bélanger et Steve Hill pour Post mortem
  - Gaëtan Gravel et Serge Laforest pour Le Grand Serpent du monde
  - Richard Grégoire pour Souvenirs intimes

### Meilleur documentaire
- Patricio Henriquez pour Images d’une dictature (en)
  - Lucie Lambert pour Avant le jour
  - Magnus Isacsson pour Enfants de chœurs !
  - Jean-Philippe Duval pour Lumière des oiseaux
  - Serge Giguère pour Le Réel du mégaphone

### Meilleur court métrage de fiction
- Louise Archambault pour Atomic Saké
  - Stéphane Morissette pour 2000 pieds carrés
  - Jean-François Asselin pour La Petite Histoire d’un homme sans histoire
  - Guy Bonneau et Martine Fortin pour Maman, y'a un monstre dans mon lit

### Meilleur film d'animation
- Alexandre Konstantinovitch Petrov pour Le Vieil Homme et la Mer
  - Pierre M. Trudeau pour Coucou, Monsieur Edgar! (en)
  - Torill Kove pour Ma grand-mère repassait les chemises du roi
  - Wendy Tilby et Amanda Forbis (en) pour When the Day Breaks

## Prix spéciaux

### Jutra-Hommage
- Frédéric Back

### Film s'étant le plus illustré à l'extérieur du Québec
- Emporte-moi

### Billet d'or
- Les Boys II